# Rullman Peak
Der Rullman Peak ist ein 1910 m hoher Berg im Ellsworthgebirge des westantarktischen Ellsworthlands. Er ragt südlich des Grimes-Gletschers im Anderson-Massivs der Heritage Range auf.
Der United States Geological Survey kartierte ihn anhand eigener Vermessungen und Luftaufnahmen der United States Navy aus den Jahren von 1961 bis 1966. Das Advisory Committee on Antarctic Names benannte ihn im Jahr 1966 nach Gerald D. Rullman, einem Maschinenführer (Chief Equipment Operator) der United States Navy, der als Leiter einer Bohrmannschaft im selben Jahr während einer Operation Deep Freeze nahe der Dailey Islands das Ross-Schelfeis in einer Tiefe von 160 Fuß (ca. 49 Meter) durchstoßen hatte.